# Pietro Bubani
Pietro Bubani (1806-1888 Bagnacavallo) va ser un botànic i patriota italià que també va herboritzar a Catalunya. Va estudiar amb Antonio Bertoloni i va doctorar en medicina a la Universitat de Bolonya l'any 1829, exercí la medicina poc temps i es va dedicar a la botànica.
Participà en el motí del 1831 contra el govern de l'Estat Pontifici. Després d'això s'exilià a Marsella i posteriorment a Montpeller, atret per la fama de la seva biblioteca i del seu jardí botànic i també pels botànics Félix Dunal i Alire Raffeneau-Delile. Per suggeriment de Dunal estudià la flora dels Pirineus a partir d'una primera expedició científica de l'any 1836 en temps de dificultats a causa de la primera guerra carlina.
L'any 1847 tornà a Itàlia. Tornà a estudiar la flora del Pirineus (1850-1858), a Catalunya (1860-1861), a Tolosa (1839, a Barcelona i a París (1861-1862).
Va morir el 12 d'agost de 1888 al seu poble natal, per testament va demanar ser sebollit a Bolonya, on descansa a la Certosa.
Entre les seves publicacions es troben Flora virgiliana (Bologna, Tipografia Mareggiani, 1869), Dodecanthea (Firenze, Società tipografica, 1850), Dunalia (Imola, Tipografia Galeati, 1878). La seva obra pòstuma i la més important és Flora pyrenaea (Milano, Hoepli, 1897-1901).
A la Biblioteca comunale di Bagnacavallo es troba el nucli documental anomenat Fondo Pietro Bubani. Altres documents personals són a la Biblioteca comunale dell'Archiginnasio i al Museo del Risorgimento di Bologna.